# New public management
New public management (NPM), resultatstyrning eller tidigare programbudgetering, är ett samlingsbegrepp för reformer av den offentliga sektorns organisation och styrning som omfattar att använda metoder från det privata näringslivet i syfte att öka effektiviteten. Detta berör verksamhetsplaner, budgetarbete och kartläggning av organisationsprocesser.
Termen NPM lanserades 1991 av Christopher Hood och har blivit en global trend som har påverkat den offentliga sektorns administration i många länder sedan dess. NPM tar sin utgångspunkt i att tillgängliga resurser är begränsade och fokuserar på att öka effektiviteten. Centralt är en strävan att göra allt mätbart, så att managementkonsulter, ledning och politiker på distans ska kunna kontrollera verksamhetens effektivitet och kvalitet, utan att själva befinna sig i kärnverksamheten. Man försöker standardisera kvantitativa indikatorer, kriterier, checklistor och algoritmer för hur verksamheten ska styras.

## Grundläggande teser
Uttrycket NPM rymmer många olika reformer, både administrativa och ideologiska. De administrativa reformerna fokuserar på organiseringen av offentlig sektor och har inneburit ökad utvärdering, dokumentation och mätande av prestation och effektivitet. De ideologiska reformerna har lett till att även offentlig verksamhet utsätts för konkurrens, verkar på en marknad och ska anpassa sig efter kunder.
Företagisering innebär att de offentliga organisationerna görs mer företagslika, med tydlig ledning, interndebitering och att stora enheter delas upp i resultatenheter. Marknadisering innebär att offentlig verksamhet konkurrensutsätts, och att det ges utrymme även åt privata utförare och privatisering.
Christopher Hood definierade sju komponenter som kännetecknar NPM, fastän alla inte nödvändigtvis finns med eller märks i lika hög grad:
1. Ledning: Tydlig ansvarsfördelning.
2. Explicita standarder: Mål, framgångsindikatorer, mätbara målsättningar.
3. Fokus på faktiskt resultat: Belöning kopplad till utförande, resultat viktigare än procedur.
4. Decentralisering: Uppdelning av offentlig sektor i mindre enheter, effektivisera genom att hyra in tjänster inom och utom offentlig sektor.
5. Konkurrens: Mer konkurrens inom offentlig sektor.
6. Ledningssätt inspirerade av privat sektor: Mer flexibla anställningsformer, alla medarbetare ska känna till verksamhetens mål.
7. Kostnadseffektivitet: Mer sparsamhet med resurser, utnyttja medlen bättre.[5]

## Kritik
NPM-reformerna har kritiserats för att ha gått för långt, och lett till avprofessionalisering – att ämbetsmannaansvar och tillit till professionen ersätts med styrning mot resultatmål, som inte alltid omfattar professionens värderingar om kvalitet och etiska överväganden. Den har också kritiserats för att öka yrkesutövares administrativa börda, till exempel med dokumentation inom vården och skolan, och hota rättssäkerheten och för att marknadsformen och ekonomiska styrmedel inte passar för den offentliga sektorn.
Inom skolvärlden kritiseras NPM för att leda till att lärare ägnar så mycket tid åt kvalitetsutvärderingar, nationella prov och att ge skriftliga omdömen att tiden inte räcker till undervisning, handledning och kursutveckling. Inom universitetsvärlden kritiseras NPM för att leda till toppstyrd linjeorganisation och försvagad meritokrati, akademisk frihet och kollegial struktur (ämneskollegier ledda av ämnesansvariga professorer) för traditionellt kvalitetsarbete. Kvalitetskontrollen har ersatts av styrning mot mätbara mål såsom antal helårsprestationer.
Inom sjukvården kritiseras NPM för att leda till fragmentesering, detaljstyrning, överredovisning och fördyrning genom svällande tjänstemannastaber, och att medicinska kompetenskrav på ledarbefattningar sänks. Kvalitetsaspekter som inte är kvantitativt mätbara, inte kan styras genom standardiserade kriterier, och kräver specialistkunskap och lokal kontakt med kärnverksamheten och patienterna, glöms bort. Uppdelningen i  enheter med avgränsat ansvar medför att sjukvårdens många specialfall, som inte följer någon mall, ofta hamnar mellan stolarna.
I Sverige har man sett att NPM leder till att uppgifter styckas upp och preciseras för att olika utförare ska kunna konkurrera och prisjämförelse ska bli möjlig. Pressen som konkurrensen innebär tillsammans med en osäkerhet om organisationens överlevnad kan hota rättssäkerheten genom att förutsägbarheten minskar för medborgarna. För att spara på resurserna kan organisationerna formulera om enskilda medborgares behov så att de inte behöver utföras, eller prioriteras lägre än andra medborgares behov. Detta har skett till exempel inom äldrevården. Utan någon förändring i lagen kan ett bistånds innehåll förändras genom omdefiniering.
Förespråkare av NPM argumenterar för att man ska skilja på olika idéer inom samlingsbegreppet och påstår att flera myndigheter faktiskt har effektiviserats av det ändrade styrningssättet.

### Tillitsreformen
Regeringen Löfven I tillsatte i juni 2016 Tillitsdelegationen. I sitt slutbetänkande (i januari 2019) kritiserade delegationen allvarligt "övertron på NPM" inom kommunal styrning, och föreslog en ny modell för tillitsbaserad styrning i välfärdssektorn, också kallad tillitsreformen, där medarbetares kompetens och erfarenhet skulle tas tillvara bättre för att uppnå rättssäker förvaltning. Regeringen gav därefter delegationen i uppdrag att utforma en introduktionsutbildning för statsanställda om gemensamma professionella värderingar som ska prägla svensk förvaltningskultur. Syftet är att tilliten till staten ska stärkas och korruption och andra förtroendeskadliga beteenden förebyggas.